# Jeff Baena
Pour les articles homonymes, voir Baena.
Jeff Baena, né le 29 juin 1977 à Miami (Floride) et mort le 3 janvier 2025 à Los Angeles (Californie), est un scénariste et réalisateur américain.
Il est connu pour ses films Life After Beth, Joshy (en), Les Bonnes Sœurs (The Little Hours) et pour avoir co-écrit J'adore Huckabees (I Heart Huckabees) avec David O. Russell.

## Biographie
Jeff Baena nait dans une famille juive peu observante de Miami. Il grandit dans le sud de la Floride et étudie ensuite le cinéma à l'université de New York. 
Après avoir obtenu son diplôme, il déménage à Los Angeles et devient assistant de production de Robert Zemeckis, travaillant sur de nombreux films.
Après avoir travaillé avec Zemeckis, il accepte un poste de rédacteur adjoint pour le scénariste-réalisateur David O. Russell. Après un an et demi de collaboration, un accident de voiture mineur blesse l'un de ses yeux. En partie pour garder le moral et passer le temps pendant son rétablissement, Russell discute d'idées d'histoire avec lui et tous deux finissent par collaborer sur quatre scripts.
L'un de ces quatre scripts est J'adore Huckabees (I Heart Huckabees), que Russell réalise en 2004. Dans le même temps, Baena oriente sa carrière sur l'écriture et il écrit la comédie zombie Life After Beth, qui sera son premier long métrage en tant que réalisateur.
Il réalise Les Bonnes Sœurs, sorti en 2017, avec en vedette les acteurs Alison Brie, Dave Franco, Kate Micucci, Aubrey Plaza, John C. Reilly et Molly Shannon ainsi que de multiples caméos.
Jeff Baena est en couple avec l'actrice et humoriste Aubrey Plaza de 2011 à 2024 ; le couple se marie en 2021. Ils vivent et travaillent souvent ensemble.   
Le 3 janvier 2025, à l’âge de 47 ans, Jeff Baena est trouvé mort à son domicile de Los Angeles. Le rapport du Medical Examiner confirme un suicide par pendaison.

## Filmographie partielle

### Au cinéma
| Année | Titre              | Réalisateur | Scénariste | Producteur |
| ----- | ------------------ | ----------- | ---------- | ---------- |
| 2004  | J'adore Huckabees  | Non         | Oui        | Non        |
| 2014  | Life After Beth    | Oui         | Oui        | Non        |
| 2016  | Joshy (en)         | Oui         | Oui        | Non        |
| 2017  | Les Bonnes Sœurs   | Oui         | Oui        | Non        |
| 2020  | Horse Girl         | Oui         | Oui        | Oui        |
| 2022  | Spin Me Round (en) | Oui         | Oui        | Oui        |